# 2025年トランプ・ゼレンスキー会談
2025年2月28日、アメリカ合衆国大統領ドナルド・トランプとウクライナ大統領ウォロディミル・ゼレンスキーは、ワシントンD.C.のホワイトハウスで、2022年ロシアのウクライナ侵攻の中、非常に対立的な会談を行い、その模様が生放送された。会談は予想されたウクライナ・アメリカ鉱物資源協定の署名が行われることなく、また明確な戦争の解決策も示されることなく、突如打ち切られた。会談の中で、トランプとアメリカ合衆国副大統領J・D・ヴァンスはゼレンスキーを批判し、しばしばゼレンスキ―の発言の声をかき消すような形になった。この会談は、アメリカ合衆国の歴史において、現職の大統領が訪問中の国家元首をカメラの前で公然と批判した初めての事例となった。結局、トランプはゼレンスキーにホワイトハウスから出ていくように求め、交渉は打ち切られた。
会談に先立ち、第2次トランプ政権とゼレンスキー政権との間は緊張状態であった。トランプは、ウクライナがロシア側に譲歩して戦争を速やかに終結させることを望んでいた。対照的に、合意を守るというロシアの姿勢に不信感を抱いていたゼレンスキーは、講和した場合に将来予想されるロシアの再侵攻に対する安全保障を求めていた。
この会談でアメリカ側の、喧嘩腰で敵対的な話し方が注目され、メディアや国際社会から大きな批判を受けた。ほぼすべてのアメリカの同盟国や他の国際的な人物が、会談後にゼレンスキーへの支持を迅速に表明し、トランプの喧嘩腰な話し方を非難する内容の声明を出す著名人も少なくなかった。対照的に、ロシア政府高官は会談の結果を称賛し、ゼレンスキーを批判した。アメリカ国内では、党派によって反応が分かれた。トランプの所属政党である共和党の党員は、ほとんど例外なくトランプの行動を称賛したが、最大野党民主党の党員の多くは会談を非難した。

## 背景
この会談は、2014年のロシアのクリミア併合に始まり、2022年のロシアによる全面侵攻によって激化した、現在も続いているウクライナ紛争を背景に行われた。2025年までにウクライナは、ウクライナ単独の戦力でロシアの侵攻に対抗するのは厳しいため、特にバイデン政権下のアメリカを含む西側諸国からの国際援助に大きく依存することになった。2019年に大統領に選出されたゼレンスキーは、ウクライナの主権を守るため、一貫して国際支援を求めていた。トランプはゼレンスキーと対立した過去があり、ゼレンスキ―にトランプの政敵ジョー・バイデンの調査を強要しようとして、ウクライナへの武器支援を差し止めたとして2019年に弾劾された。J・D・ヴァンスは副大統領に就任する前からウクライナに対するアメリカの資金援助に批判的で、2022年のインタビューでは「ウクライナがどうなろうと知ったことではない」と発言していた。ゼレンスキーは、トランプが2024年の大統領選でヴァンスを副大統領候補に選んだ後、インタビューでヴァンスを「過激すぎる人物」と評した。
第2次トランプ政権発足初日、トランプは外国からの人道支援を90日間凍結する大統領令に署名した。その後、凍結を解除するように求める裁判所命令が届いたものの無視し決行した。この大統領令は、2023年にウクライナに164億ドルの人道支援を行っていたアメリカ合衆国国際開発庁（USAID）に影響を与えた。トランプは、外国への支出を削減することを選挙運動中も公約として訴えていた。トランプは「約3500億ドルもの資金がウクライナに費やされた」と主張しているが、ファクトチェックを行った団体は、実際には「830億ドルが支出され、570億ドルが義務付けられ、400億ドルが適用された」と報告している。議会調査局は、2022年から2024年の間に総額1820億ドルが適用されたとしている。USニュースは「アメリカ合衆国からの総支援額は約1280億ドルとされている」と報じている。また、アメリカ合衆国は、ウクライナに対して貸付金よりも多くの助成金を提供している。
トランプ大統領はロシアがウクライナに侵攻した後に、「ロシアを孤立させる」というアメリカが長らく行ってきた政策を覆し、ウクライナ紛争を終結させるためのロシアとの合意形成に意欲を示していた。トランプが再び大統領職に就き、ロシアのウラジーミル・プーチン大統領との電話会談を行った後（これは侵攻が始まって以来、米露間初の首脳会談である）、ゼレンスキーはトランプを批判し、「ロシアのフェイクニュースにひっかかっている」と述べた。その後、トランプは自身のソーシャルプラットフォーム「Truth Social」でゼレンスキーを批判し、「ウクライナが先に戦争を始めた」との主張を行い、戦争中に選挙を実施しなかったことを理由としてゼレンスキーを「独裁者」と揶揄した（ただし、戦争中ウクライナは戒厳令下にありウクライナ憲法では戒厳令下での選挙は禁止されていたため、選挙を行うこと自体が違憲である）。第2次トランプ政権は、2025年2月24日に国際連合総会でロシアと連携し、「ロシアを非難し、ウクライナからの部隊撤退を求める」という欧州が支持していた決議に反対票を投じた。
第2次トランプ政権は当初、ゼレンスキーのワシントン訪問の予定を1週間前にキャンセルしていたが、エマニュエル・マクロン仏大統領の説得で続行することになった。第2次トランプ政権はウクライナに対して、ウクライナ国内の鉱物資源による収益をアメリカ合衆国と折半することに同意するよう圧力をかけ、ゼレンスキーは訪問中に鉱物資源に関する協定に署名する予定だったと報じられている。因みに、この資源協定は、元々2024年にウクライナがバイデン政権に提案したものである。

## 会談
双方代表は、鉱物資源に関する協定の締結に関連して、ウクライナへのさらなる支援について話し合う予定だった。ウクライナの代表団は「鉱物資源による収益を折半するだけではこちら側に利益がない。さらなる軍事支援を求める」として相互利益の関係を求めていた。この協定は、ウクライナ再建のための共同投資枠組みを設立するもので、アメリカはレアメタルの採掘事業において利益を得ることになっていた。ウクライナは、自国内の資源や鉱物の収益の半分をその枠組みに投資する計画を立てていた。リンゼー・グラム上院議員をはじめとする他の関係者は、この協定の締結を仲介し、プーチンとゼレンスキーの間で和睦交渉を進める一方で、トランプのウクライナ支援への関心を維持しようと尽力していた。
会談の前に、アメリカの代表団はゼレンスキーに対して、会談のために正装（スーツ）を着るよう求めたが、ゼレンスキーは侵攻以来、公の場でスーツを着ていなかったため、この要求を拒否した。このことが、トランプを怒らせた一因と考えられている。
会談は、ホワイトハウス内の大統領執務室で、午前11時00分（UTC-5）に予定されていた。会談は多くのジャーナリストの前で行われ、国際的に生中継された。午前11時20分頃、ゼレンスキーはハイ＝アダムス・ホテルからホワイトハウスに到着した。他の代表団員も同じホテルに宿泊していた。トランプはウエストウイングの入口でゼレンスキーを迎え入れた。ゼレンスキーと握手を交わした後、トランプは皮肉を込めて「All dressed up today（今日は着飾っている）」と言った。会談中、トランプ支持派の報道官であるブライアン・グレンがゼレンスキーに対して「なぜ、スーツを着ないのか。持っていないのか。敬意を欠くと考える人もいる」と尋ねた。ゼレンスキーは「戦争が終わったら着るつもりだ」と答えた。トランプはその後、ゼレンスキーについて「とても美しく着飾っていると思う」と述べ、「彼の服装を気に入っている」と答えた。

### 議論
二人の大統領の会談は、最初は穏やかな雰囲気で進んだ。会談が約40分進んだ頃、ポーランドのポルスキ・ラジオの記者がトランプに対して、「ポーランドの友人たちと話していると、あなたがプーチンとよく一緒にいることを心配しています。これについて、どうお考えでしょうか」と尋ねた。トランプは「もし私が双方（プーチンとゼレンスキ―）に歩み寄らなければ、合意は決して成立しないだろう（中略）私は誰とも一緒ではない。私はアメリカ合衆国と共にあり、世界のために、私は世界と共にあるのだ」と答えた。ヴァンスは自分から質問に答えるために口を挟み、ゼレンスキーに対して「平和と繁栄への道は外交に取り組むことかもしれません（中略）アメリカを良い国にしているのは、アメリカが外交に関与してきたことです。それをトランプ大統領もやっているんです」と述べた。
ゼレンスキーはウクライナ紛争の歴史について語り、プーチンが2014年に戦争を始め、ロシアの大規模な侵攻まで8年間の間があったことを説明しました。そして「誰もプーチンを止めなかった」と付け加えた。トランプは口を挟み、「2015年だ」と述べ（誤った発言）、紛争の開始年について指摘したが、その後ゼレンスキーに訂正された。トランプはその後、ウクライナ紛争勃発の頃について「私はここ（ホワイトハウス）にいなかった」と述べた。ゼレンスキーは続けて、2019年にプーチン、マクロン、ドイツのアンゲラ・メルケル首相との間で停戦交渉を行い合意に達したが、プーチンはその後、停戦を破り捕虜交換も守らなかったと強調した。ゼレンスキーは最後にヴァンスに尋ねた。「J.D. 、あなたがおっしゃっている外交（前段落のヴァンスの発言を参照）とはどのようなものでしょうか？ 何を意味しているのでしょうか？」と。
この発言以降、双方はどんどん会話がエスカレートしていく。ヴァンスは、「ウクライナでの破壊を終わらせるための外交について話しています」と答え、ゼレンスキーに対して「私は、あなたの国の破滅を終わらせる外交について話しています。（ゼレンスキー）大統領、大統領、失礼ながら、あなたが大統領執務室に来て、アメリカのメディアの前でこの件を訴えようとするのは失礼だと思います（中略）紛争に終止符を打とうとしている（トランプ）大統領に感謝すべきです」と述べた。ゼレンスキーはヴァンスがウクライナを訪れたことがあるかどうか尋ね、「一度、来てみてください」と言った。ヴァンスは、「実際に報道を見るなどしている」と答え、「あなたが訪問者を「プロパガンダツアー」に連れていっていることも知っている」と皮肉を込め非難した。そして、ヴァンスは次に「アメリカの大統領執務室に訪れて、自国の破壊を防ごうと尽力する政権を中傷することが敬意に表すると考えているのですか？」と質問した。
ゼレンスキーはヴァンスに対して、「まず第一に、戦時中は誰もが問題を抱えています。あなた方もそうです。しかし、あなたは素晴らしい海（大西洋）があるので、今はそれを実感していないかもしれませんが、将来的には実感することになるでしょう。神のご加護を、あなた方に戦争が起こりませんように」と皮肉で返した。トランプは口を挟み、「我々がどう感じるか言われる筋合いはない。我々は問題を解決しようとしているのだ。あなたは我々に指図する立場にない」とゼレンスキ―に言い放った。トランプとゼレンスキーはお互いの話を遮るようにしゃべりはじめ、ゼレンスキーは「あなたは影響力を感じることとなるでしょう」と主張した。トランプは「あなたは今、非常に悪い状況にある。切ることができるカード（切り札）を持っていない（中略）我々と一緒なら、カードを持ち始めることができる」と述べた。ゼレンスキーは「私はカードで遊んでいるわけではありません。大統領、私はとても真剣です。私は戦時下の大統領です」と反論。一方、トランプも「あなたはカードで遊んでいるのだ。数百万人の命と第3次世界大戦（が起きる可能性）を賭けてギャンブルをしている。第3次世界大戦を賭けたギャンブルだ。そしてあなたがやっていることは、米国に対して非常に失礼だ」と反論した。さらに「我々は、多くの人々が思っている以上に、あなた方を支援してきた」と付け加えた。
ヴァンスは、ゼレンスキーがトランプに「Thank you so much（ありがとう）」と言って会話を始めたにもかかわらず、ゼレンスキーが感謝の言葉を述べたことがあるかどうか質問し始めた。ヴァンスはゼレンスキーが「あなたは昨秋、ペンシルベニア州（のバイデン氏の出身地）に行き、選挙に支援しましたね。あなたの国を救おうとしている米国の大統領に感謝の言葉を述べたらどうですか。」と虚偽の主張をした。実際には、ゼレンスキーはウクライナのために弾薬を製造している労働者に感謝の意を捧げるために工場を訪れていた。ゼレンスキーが答えられるかと尋ねると、トランプは「我々は軍事装備品を提供した。あなたと国民は勇敢だが、我々の軍事装備品が必要だった。なければ、この戦争は2週間で終わっていただろう」と述べた。ゼレンスキーは、「3日で、プーチンから聞いた 」と答えた。トランプは 「このようなビジネスをするのは非常に難しいことだ」と答え、ヴァンスは再びゼレンスキーに「ありがとうと言いなさい」と発言を求め、「君は間違っている」と付け加えた。
あるジャーナリストが、ロシアが停戦に違反したという仮定の話を持ち出し質問をした。トランプは「あなたは今、頭上から爆弾が降ってきたらどうする。合意を破られたらどうするかなんてわからない。バイデンはプーチンを尊敬していなかったから合意が破られた。オバマはプーチンに尊敬されていなかった。私は尊敬されている」と答えた。続いてトランプは、2016年米国大統領選挙へのロシアの干渉に関して、ミューラー特別顧問調査に言及し、プーチンは「とんでもない目に遭った。彼とロシアを利用したインチキ魔女狩りにあったのだ」とコメントした。トランプはその後、ジョー・バイデンとその息子ハンター、アダム・シフ、ヒラリー・クリントンを批判した。そして、トランプはゼレンスキ―に「もし我々が手を引けば、ウクライナは戦い抜かなければならない。きれい事では済まないだろう」と述べた。トランプは最終的に会談を中止し、記者団に対して「もう十分見ただろう。素晴らしいテレビショーだった。」と述べ立ち去った。

### 余波
会談は紛争の明確な解決策なしに終了した。トランプは、会話の後にヴァンス副大統領、マルコ・ルビオ国務長官、スコット・ベッセント財務長官、その他の主要な相談役たちと相談し、最終的に「ゼレンスキーは交渉する立場にない」と結論づけたと報じられている。『ニューヨーク・タイムズ』紙とCNNによると、アメリカ合衆国の官僚たちはその後、ゼレンスキーに退席を求めることを決定し、ウクライナの代表団はルーズベルトルームで待機していたという。その後トランプの意向を伝えるために、ルビオとマイケル・ウォルツ国家安全保障問題担当大統領補佐官が派遣された。トランプ大統領は、その後予定されていた共同記者会見とウクライナ・アメリカ鉱物資源協定の調印をキャンセルした。
後にFox Newsのインタビューでウォルツは、「何人かのウクライナ人代表は涙ぐんでいたが、ゼレンスキーはウクライナ人が退去を求められても「議論好き」のままだった」と述べた。ウクライナ代表は、両国間の緊張を和らげるためにトランプとゼレンスキーの再会談を手配することを提案したが、アメリカ側はこれを拒否し、トランプは後に「都合が悪い」と述べたという。ゼレンスキーの車列は13時42分にホワイトハウスの中庭を出発し、ヘイ＝アダムス・ホテルに戻った。
ゼレンスキーはトランプとの会談後、欧州諸国首脳との会談に出席するためイギリスを訪問した。欧州諸国との会談後、ウクライナには22億6000万ポンドの融資が行われ、凍結されたロシアの資産から返済されることが決定した。
3月3日、トランプはウクライナへの軍事支援を一時停止するように命じた。支援停止はウクライナ側が誠意を持って和平に取り組んでいるとトランプが判断するまで続けられるとしている。

## 反応

### 政治家

#### ウクライナ

##### ゼレンスキーと大統領府
ゼレンスキーは会談後、ソーシャルメディア上で最初の声明を発表し、トランプ大統領、アメリカ合衆国議会、そしてアメリカ国民からの支援に感謝した。そして、「ウクライナには公正で永続的な平和が必要であり、我々はまさにそのために働いている」と述べた。その後、FOXニュースのブレット・ベイアーとのインタビューで、ゼレンスキーはこの会談を「一種の口論」であり、「双方にとって良いものではなかった」と述べ、トランプへの謝罪を拒否した。しかし、両者の関係修復には関心を示した。様々な世界的指導者がゼレンスキーへの支持を表明した後、ゼレンスキーは各指導者のメッセージに個別にこう答えた： 「ご支援ありがとうございます」。会談でゼレンスキーと同席した大統領府のアンドリー・イェルマークは、「安全保障は単なる言葉ではない。それは人生であり、サイレンのない、損失のない、愛する人を心配することのない未来を意味する」と述べ、ウクライナに対するアメリカの支援に感謝の意を表した。
ゼレンスキーはその後、より長い声明を発表し、アメリカからの支援に改めて感謝するとともに、「アメリカとの強固な関係」とトランプ政権への期待を表明した。 また、鉱物資源協定に署名することにも関心があると述べた。

##### 政府
デニス・シュミハリ首相はゼレンスキーの支持を表明し、「保証のない和平は不可能だ」と述べ、ゼレンスキーの考えに同意した。加えて、「保証のない停戦はロシアによるヨーロッパ大陸全体の占領につながる」と警告した。ウクライナのオレクシー・クレーバ副首相はゼレンスキーの行動について「ウクライナの利益への揺るぎないコミットメントと祖国への献身」と表現した。ミハイロ・フェドロフ副首相はこの対立を「（会談は）プーチンの罠だった。しかし、失敗に終わった」とし、ゼレンスキーを「物事を正しく読み取り、私たちの国民の名誉を守る勇気を私は称賛する」とした。アンドリー・シビハ外務大臣はソーシャルメディアでゼレンスキーが「正しいことを守るために立ち上がる勇気と力を持っている」と述べ、「ウクライナはアメリカの支援に対して常に感謝しており、これからも感謝し続けるだろう」と付け加えた。

##### その他
ハルキウ州のオレグ・シネグボウ知事とドニプロペトロウシク州のセルヒイ・リサク知事は、ゼレンスキーの行動を称賛した。ウクライナ軍のオレクサンドル・シルスキー総司令官は、普段は政治的な問題にはほとんどコメントしないが、対談についてコメントし、「ウクライナ軍のゼレンスキー支持を再確認し、団結の必要性を強調した」と述べた。
著名な政治家であり、ゼレンスキー政権で活躍したムスタファ・ナイェムは、トランプ政権は「我々を嫌っているだけではない。彼らは我々を軽蔑しているのだ。（中略）国として。」と述べた。ヴェルホーヴナ・ラーダ（ウクライナ立法府）外交委員会のオレクサンドル・メレシュコ委員長は、ヴェルホーヴナ・ラーダはゼレンスキーを支持し、トランプがロシアに宥和的な提案するとは考えていないと述べた。ホロスのインナ・ソヴスン人民代議員は、今回の出来事に衝撃を受けたとしながらも、「どんなことがあっても、大統領の辞任を求める声に同意すべきではない。同意すれば民主主義の概念に反することになる」と述べ、「ウクライナはアメリカと交渉する別の仲介者を見つける必要がある」と加えた。

#### ロシア
ロシアとアメリカの交渉で注目されている『ロシア直接投資基金』のキリル・ドミトリエフ総裁は「歴史的な口論だ」とSNSに投稿した。さらに、ロシア安全保障会議のドミートリー・メドヴェージェフ副議長も、ゼレンスキーを念頭に「恩知らずな豚が、豚小屋の主人から、しっかりと平手打ちをくらった」と強烈な皮肉を込めてSNSに投稿した。

#### アメリカ合衆国

##### トランプ政権
会談後、トランプ大統領は自身のプラットフォーム『Truth Social』上で声明を出し、この会談を「非常に有意義なものだった」と評した。その後行われた短い記者会見で彼は、ゼレンスキーが「手を出しすぎた」ためにウクライナ侵攻が長引いていると主張した。その後、トランプは「ゼレンスキーが今すぐにでも戻ってきたいと思っている」と述べた。
トランプ政権の閣僚は、ソーシャルメディアやテレビのインタビューでトランプ大統領を公に支持した。ルビオはトランプの行動を支持すると表明し、戦争についての質問ではロシアを非難せず、「誰が悪かという罠にはまるつもりはない」と述べた。ウォルツは、ゼレンスキーがジョー・バイデン前大統領から「必要なだけ、必要な分だけ、白紙小切手を」という話を聞いたと主張し、ゼレンスキーが「新しい保安官が街に来たというメモを受け取っていない」と述べた。また、トランプやヴァンスがウクライナの大統領を待ち伏せしたことを否定した。スコット・ベッセントはゼレンスキーの対応を「歴史に残る偉大な外交的オウンゴールのひとつ」と評した。スティーブン・ミラー大統領次席補佐官は、この会談を「アメリカ外交史における偉大な瞬間のひとつ」とした。ホワイトハウスのカロリン・クレア・リーヴィット報道官は、ゼレンスキーのことを「無礼」で「敵対的」と評した。政府効率化省の責任者であるイーロン・マスクは、「ゼレンスキーはアメリカ国民の目から自滅した」と述べた。トゥルシー・ギャバード国家情報長官は、「ゼレンスキーの長年にわたる活動がアメリカをロシアとの核戦争／第3次世界大戦に引きずり込んだ」と非難し、トランプの「揺るぎないリーダーシップ」に感謝した。

##### 共和党
共和党に所属するマイク・ジョンソン下院議長は、「アメリカが利用され、見下される時代は終わった」と述べた。ジョン・スーン上院院内総務はインタビューの中で、「この会談は気迫のこもったものだった」としながらも、ウクライナの主権を優先した「平和的解決」への支持を表明した。ジョン・バラッソ上院院内総務は、「ゼレンスキーの今日の大統領執務室での振る舞いは、自国の平和を確保する努力を後退させた」と述べ、トランプ大統領の支持を表明した。チャック・グラスリー上院仮議長は、プーチンを「帝国主義的な独裁者」と評したが、二国間交渉の主導権はトランプにあると述べた。
ほとんどの共和党上院議員はトランプとヴァンスを支持し、マイク・リーは2人を「我が国に向かい合って、アメリカを第一に考えている」と賞賛し、ジム・バンクスは「ゼレンスキーは大統領と " 働くアメリカ人 " を軽んじていながら、永遠に続く戦争に資金提供し、激化させることを恩知らずにも期待している」と非難した。グラハムはこの結果を「完全な大失敗」と評し、ゼレンスキーを批判し、会談中に「とても機嫌が良かった」と語ったトランプを「これほど誇りに思ったことはない」と述べた。また、グラハムはゼレンスキーに辞任を提案したが、ゼレンスキーはこれを拒否した。第1トランプ政権で駐日米国大使を務めたウィリアム・F・ハガティ上院議員もトランプを支持し、「アメリカ合衆国はもはや当然視されないだろう」とXにポストした。また、「この4年間と現在とのコントラストは、これ以上ないほど明確だ」とも述べている。ミズーリ州選出の上院議員ジョシュ・ホーリーは、ウクライナに対するアメリカの資金援助について「説明責任」を求めた。ウクライナ系アメリカ人であるビクトリア・スパーツ下院議員は、ゼレンスキーを「アメリカ大統領とアメリカ国民を侮辱し、ウクライナ国民に深刻な不利益を与えている」と評した。
逆に、共和党内でも穏健派と言われるドン・ベーコン下院議員は、「今回の出来事はアメリカの外交政策にとって最悪の日となった。ウクライナは西側諸国の一部になることを望んでいる。ロシアはわれわれと西側諸国の価値観を嫌っている。われわれは自由を支持することを明確にすべきだ」とした。ブライアン・フィッツパトリック下院議員は、今回の事態を「胸が張り裂けそうだ」と表現し、「トランプとゼレンスキーは将来的に再度会談を行って、互いに合意できる解決策を見つけるだろう」と楽観的な見方を示した。マイク・ローラー下院議員は、この会談について「アメリカとウクライナの双方にとってチャンスを逃した」と指摘し、首脳間のやりとりを「災難（中略）特にウクライナにとって」とした。2021年アメリカ合衆国議会議事堂襲撃事件に関する米国下院特別委員会の委員を務めたアダム・キンジンガー元代議士は、「こんなことは言いたくないが......今のアメリカはこの件では善人ではない」と述べた。メイン州選出の上級上院議員、スーザン・コリンズは、「トランプ大統領、ヴァンス副大統領、ゼレンスキー大統領の間で議論が悪化している」と批判し、「ウラジーミル・プーチンによって残忍な攻撃を受けたウクライナの人々のために、公正で永続的な平和の大義を進めるため、より有意義な会談を行うべきだ」と述べた。アラスカ州選出の上院議員リーサ・マーカウスキーも、「トランプ政権は同盟国を突き放し、プーチンを受け入れた」と非難した。

##### 民主党
民主党所属議員の多くはゼレンスキーを擁護し、トランプとヴァンスの行動を非難した。チャック・シューマー上院院内総務は、トランプとヴァンスが「プーチンの汚れ仕事をしている」とコメントし、民主党は「自由と民主主義のための戦いを決して止めないだろう」と付け加えた。ハキーム・ジェフリーズ下院院内総務は対談について「驚くべきことだ」と述べ、アメリカ合衆国は「ロシアの侵略に報いるべきではない」と強調した。下院外交委員会の委員であるグレゴリー・ミークスは、「トランプは危険な存在であり、忠誠心を示すことを要求する気まぐれな子供である。独裁者や専制君主制に暴君たるトランプが接近するときはトランプのエゴと、トランプとその家族の富を得ようとするときに限る」とした。ミークスはさらに、トランプの行動が「アメリカの立場を築くために戦い、命を捧げたアメリカ人の世代に対する侮辱だ」と付け加えた。
カリフォルニア州選出の上院議員アダム・シフは「今日、大統領執務室で英雄と臆病者が話し合っている。そして、会議が終われば、英雄はウクライナに帰るだろう」と述べた。ミネソタ州選出の上院議員エイミー・クロブシャーは、「ウクライナ大統領はアメリカに対して何度も何度も感謝の意を表している。アメリカ人もまた、ゼレンスキーが独裁者に立ち向かい、自身を犠牲にしながらでも、プーチンがヨーロッパ全体に侵攻するのを阻止したことに対して感謝しなければならない」とコメントした。ロードアイランド州選出の上院議員シェルドン・ホワイトハウスは、ゼレンスキーとの会談について、トランプとヴァンスが「プーチンに奉仕するために腹話術の人形のように振る舞っている」と非難した。アリゾナ州選出のマーク・E・ケリー上院議員は、今回の会談の結果を「プーチンへのギフト」と表現し、「プーチンとその取り巻きは今頃シャンパンを開けていることだろう」と述べた。民主党の地区党員集会に参加している無所属のバーニー・サンダース上院議員は、ゼレンスキーに辞任を求める声を「恐ろしい提案」と表現した。
民主党の州知事の内14人が共同声明を発表し、ゼレンスキー大統領の処遇を非難した。知事たちは、トランプとヴァンスが「神聖な大統領執務室を使って、ウラジーミル・プーチンの言葉を信用しないゼレンスキー大統領を非難した」と批判した。

#### 英国
会談決裂の翌日ににゼレンスキーは英国でスターマー首相と会談し歓迎を受けた。
ゼレンスキーは2023年2月にバッキンガム宮殿で既に英国王に謁見しているが、英首相と会談後に再び国王と謁見し歓待を受けた。シャツ姿で国王と握手している姿が公開されている。
2日は欧州首脳会合に参加し停戦について話し合った。
会議では欧州首脳らがゼレンスキーへの支持を表明した
。

#### その他

##### 政府
- オーストラリア – アンソニー・アルバニージー首相はウクライナへの支持を表明し、ロシアに侵攻をやめるよう求めた[106]。
- オーストリア – アレクサンダー・シャレンベルク首相代行は、ウクライナへの支援を再確認した。外務省は、「ロシアは侵略者であり、我々は包括的で公正かつ恒久的な平和へのウクライナのコミットメントを共有している」の声明を発表した[93]。
- ベルギー – バルト・デウェーフェル首相はウクライナへの支持を表明し、「彼らの戦いは我々の戦いだ。団結すれば、我々は強い。」と述べた[107]。
- ブラジル – ルイス・イナシオ・ルーラ・ダ・シルヴァ大統領は、「ゼレンスキーはトランプ大統領に屈辱を受けた」と発言し、「地球が誕生して以来、外交が誕生して以来、今回大統領執務室で行われたようなグロテスクで無礼な場面を見たことがない」と述べた[108]。
- ブルガリア – ロセン・ジェリャスコフ（英語版）首相は、「ウクライナよ、勇敢に、強くあれ。我々は君たちの味方だ。」とコメントした[109]。欧米のウクライナ支援に反対するルメン・ラデフ大統領[110]は、ジェリャスコフの姿勢を「負け戦」と評し、会談は「無意味な流血の即時終結」を要求するトランプと、「どんな犠牲を払っても戦争を続けたい」ゼレンスキーの間で行われたと主張した[111][112]。
- カナダ – ジャスティン・トルドー首相とメラニー・ジョリー外相は会談について、トランプについてはコメントせず、ウクライナを支持するコメントを発表した[113]。
- 中国 – 外交部の林剣報道官は次のように述べた： 「中国は、ウクライナ危機の政治的解決と平和実現のために建設的な役割を果たし続ける。」[114]
- クロアチア – アンドレイ・プレンコビッチ首相は、「ウクライナには主権、領土保全、安全なヨーロッパを意味する平和が必要だという信念を、我々は堅持している」と表明した[115]。
- キプロス – キプロス外務省は、「キプロスは引き続きウクライナを支援することを約束し、継続的な対話が不可欠である」との声明を発表した[116][117]。
- チェコ – ペトル・フィアラ首相は、ヨーロッパは「歴史的な試練」に直面しており、外国の脅威から自国を守る必要があると述べ、ヨーロッパ諸国による軍事費の増額を求めた。さらに、「もし我々が十分なスピードで努力することを怠り、侵略者（ロシア）に条件を決めさせれば、我々は良い結末を迎えることはないだろう」と付け加えた[86]。ペトル・パヴェル大統領は、ウクライナへの支援を表明し、欧州に「努力を強化する」よう呼びかけた[69]。
- デンマーク – メッテ・フレデリクセン首相はゼレンスキーへの支持を表明した[118]。前任のラース・ロッケ・ラスムセン外相はフェイスブックにこう投稿した： 「たとえ友人同士であっても、しっかりと話し合う余地はあるはずだ。しかし、カメラが回っている前でこのようなことが起これば、勝者はただ一人となる。そしてトランプは今、クレムリンに座っている」[69]
- エストニア – マルグス・ツァフクナ（英語版）外相はこう語った： 「平和への唯一の障害は、侵略戦争を続けるというプーチンの決断である。ロシアが戦争をやめれば、戦争は起こらない。ウクライナが戦争をやめれば、ウクライナは存在しない。エストニアのウクライナへの支援は揺るぎない」[69]
- フィンランド – ペッテリ・オルポ首相は、フィンランドのウクライナに対する強い支持を再確認し、「フィンランド政府とフィンランド国民はウクライナと断固として共にある。我々は揺るぎない支援を続け、公正で恒久的な平和に向けて努力する」と述べた[119]。アレクサンデル・ストゥブ大統領は、この出来事について衝撃と失望を表し、国際外交史上前例のないことだと述べた。「外交上の失敗であり、勝者はただ一人。ウラジーミル・プーチンだ」ともコメントしている[120]。
- フランス – エマニュエル・マクロン大統領は、ロシアを「侵略者」、ウクライナを「被害者」として、フランスと同盟国は「3年前にウクライナを支援し、ロシアを制裁したことは正しかったし、そうし続けるべきだ」と述べた。また、マクロンは会談の中で、特にトランプ大統領の発言の内容に対してこのようなアンサーを返した：「第三次世界大戦に賭ける者がいるとすれば、その名はウラジミール・プーチンだ」[121][87]
- ジョージア – イラクリ・コバヒゼ首相は、この対談に対する反応から、「最後のウクライナ人まで戦おうとするディープ・ステートと世界戦争党（英語版）は、そう簡単には戦争をあきらめないだろう」と述べた。コバヒッツェは、「ブリュッセルの官僚やジャンヌ・シャヒーン（英語版）のような発言者」がもたらす悪影響を強調した。「ウクライナの戦争が早く終われば、ウクライナ人の死者も少なくなり、平和が早く訪れる」としながら、トランプ大統領に「この困難な闘いにおける忍耐と勇気」を祈った[122][57]。
- ドイツ – オラフ・ショルツ首相は、ウクライナの主権に対するドイツのコミットメントを改めて表明し、ロシアの継続的な侵略を非難した。また、「ウクライナの市民ほど平和を望んでいる人はいない」と付け加えた[123][93]。アンナレーナ・ベアボック外相は、トランプ大統領の行為は「冷酷な新時代」を象徴しているとし、欧州諸国に対し「ルールに基づく国際秩序と法の強さを、最強の権力からこれまで以上に守る」よう呼びかけた[124]。
- ギリシャ – ゲオルギオス・ゲラペトリティス（ギリシア語版）外相は同日、マルコ・ルビオ米国務長官との会談で、ウクライナの公正な解決策に対する欧州の支持を表明した[125]。
- ハンガリー – オルバーン・ヴィクトル首相はトランプの支持を表明し、和平に対するトランプの姿勢を称賛した[126][123]。
- アイスランド – クリストルン・フロスタドッティル首相とソルゲルズル・カトリーン・グンナルスドッティル外相は、ウクライナへの支持を表明した[127][128]。
- アイルランド – ミホル・マーティン首相は、「我々はヨーロッパ情勢に神経をとがらせなければならない。我々はウクライナを支援しながら、ウクライナに必要な安全保障を提供するために、米国やその他の国々とも協力しなければならない。」と述べた[129]。サイモン・ハリス統一アイルランド党党首兼外務大臣は、「ロシアの違法な侵略によって引き起こされたこの戦争について、ウクライナに罪はない。我々はウクライナの味方だ。[130][93]
- イタリア – ジョルジャ・メローニ首相は結束の重要性を強調し、欧州諸国、米国、ウクライナの緊急首脳会談を呼びかけた[126]。また、メローニは、西洋内部での分裂はすべてを弱体化させ、西洋文明の衰退を望む者たちを利するものだと強調した[131]。マッテオ・サルヴィーニ副首相はトランプを支持し、「戦争を止める」よう呼びかけた[132]。
- 日本 – 石破茂首相は、外交とは感情をぶつけ合うことではなく、平和を実現するための「忍耐と思いやり」であると強調した。そして、日本は「アメリカ、ウクライナ、そしてG7間の分裂を防ぐために、できる限りのことをする」とした[133][134]。
- ラトビア – エビカ・シリニャ首相とエドガルス・リンケービッチ大統領は、ウクライナへの支援を表明した[135][93]。
- リトアニア – ギンタウタス・パルツカス首相とギタナス・ナウセダ大統領は、ウクライナへの支持を表明した[136]。
- ルクセンブルク – リュック・フリーデン首相はウクライナへの支援を表明した[137]。
- モルドバ – マイア・サンドゥ大統領は、ウクライナに対するモルドバの揺るぎない支援を再確認した。サンドゥ大統領は次のように述べた： 「真実は単純だ。ロシアはウクライナを侵略した。ロシアは侵略者だ。ウクライナは自国の自由と我々の自由を守っている。我々はウクライナとともにある」<[138][69]
- モンテネグロ – ヤコフ・ミラトビッチ大統領は、モンテネグロが「ウクライナの公正で永続的な平和」を支持し、「平和を追求する国民とともにある」ことを再確認した[139]。
- オランダ – ディック・スホーフ首相は、オランダは無条件でウクライナを支持すると述べた。カスパー・フェルトカンプ（英語版）外相はアンドリー・シビハに電話し、オランダの支援を約束した[140]。
- ニュージーランド – クリストファー・ラクソン首相は、「ロシアが始めた戦争に対して自国を守ろうとするウクライナへの支持は揺るぎない」と述べ、ロシアに侵略をやめるよう求めた[78]。
- ノルウェー – ヨーナス＝ガール・ストーレ首相は、この会談を「深刻で落胆させられるもの」と評し、特に、ゼレンスキーが「第三次世界大戦を賭けている」をしているとトランプ大統領が非難したことについて、「非常に不合理であり、距離を置く発言だ」と述べた[69]。
- ポーランド – 以前、欧州理事会議長としてトランプ氏と会談したドナルド・トゥスク首相は、ゼレンスキーとウクライナへの支持を表明し、ソーシャルメディアにこう書き込んだ： 「Dear @ZelenskyyUa、親愛なるウクライナの友人たちよ、あなたは一人ではない」[141][126][81]。トゥスクは、ソーシャルメディアでこの会談についてコメントした最初の指導者だった[142]。ウクライナとトランプ大統領双方の支持者であるアンジェイ・ドゥダ大統領は、「ゼレンスキーはテーブルに戻り、テーブルに落ち着いて座り、冷静さを保ち、ウクライナを安全にする解決策を交渉すべきだ」と述べた[86]。
- ポルトガル – ルイス・モンテネグロ首相はウクライナへの支援を表明した。モンテネグロ首相はゼレンスキーに宛てたメッセージで次のように述べた： 「いつでもポルトガルに頼ってください」[138]
- ルーマニア – イリエ・ボロジャン（英語版）大統領代行は、欧州の安全保障におけるウクライナの重要性を強調し、次のように述べた： 「ウクライナの安全保障はヨーロッパの安全保障にとって極めて重要だ。私たちは皆、価値観、自由、平和のために団結して戦う必要がある。」[93]
- スロバキア – ロベルト・フィツォ首相は、スロバキアはウクライナへの財政的・軍事的支援を拒否し、停戦を呼びかけると述べた。はまた、スロバキアと西ヨーロッパへのロシアのガス輸送の再開を求めた[143]。ペテル・ペレグリニ大統領は、欧州連合（EU）に対し、「この緊迫した状況において、責任ある行動をとり、何よりも積極的に行動する」よう呼びかけた。また、「ウクライナの現指導部は、大西洋共同体の共同協議から生まれる解決策に建設的なアプローチをとり、敵対する2国間の和平確立に向けた建設的な交渉を開始するだろう」と付け加えた[144]。
- スロベニア – ロベルト・ゴロブ首相は、ウクライナに対するスロベニアの断固とした支持を再確認し、「ロシアは侵略者であり、ウクライナは攻撃を受けている。ウクライナは自国のためだけでなく、全ヨーロッパの安全のために戦っている。我々は、公正で永続的な平和が達成されるまで、我々はウクライナを支援・援助し続ける」と述べた[145]。ナターシャ・ピルツ・ムサール大統領は、「我々はウクライナの主権を断固として支持する。繰り返すが、ロシアは侵略者だ。今こそ欧州がウクライナの平和への道を率先して歩む時だ。」と述べた[93]。
- スペイン – ペドロ・サンチェス首相はウクライナに対する支持を表明し、「公正で永続的な平和」を呼びかけ、トランプの行動を批判した[146]。
- スウェーデン – ウルフ・クリステション首相はウクライナへの支持を表明し、次のように述べた： 「ウクライナは自国の自由のためだけでなく、ヨーロッパの自由のために戦っているのだ」[10]
- スイス – カリン・ケラー＝ズッター大統領は、スイスのウクライナに対する姿勢を再確認し、「主権国家に対するロシアの侵略を非難しつつ、公正で恒久的な平和を支持することに強くコミットする」と述べた[11]。

##### 元首脳や政党
- 欧州連合 - 欧州刷新は対談後に発表した声明の中で、ウクライナへの支援を改めて表明した。欧州刷新に所属するイヴァレリー・ハイヤー（英語版）欧州議会議長は、「トランプ大統領の侮辱的な態度と発言を非難する」とし、「大胆な防衛策を含む、ウクライナを支援するための欧州の即時かつ断固とした行動を求める」と述べた[147]。
- フランス - フランソワ・オランド前大統領はインタビューの中で、「アメリカ国民が我々の友人であり続けるとしても、トランプ政権そのものはもはや我々の同盟国ではない」と述べた。オランド前大統領は、昨今の情勢は近い将来ヨーロッパとアメリカが「離婚」する可能性を示していると強調した[148]。国民連合党首のマリーヌ・ル・ペンは、このやりとりをヨーロッパに対する「平手打ち」だとしながらも、そのやり方は「特に驚きではない」と付け加えた[149][150]。2022年フランス大統領選の極右候補、エリック・ゼムールはBFM TVのインタビューで、「ゼレンスキーは心理的な間違いを犯した」とし、トランプがゼレンスキーを攻撃したという主張を否定した[151]。
- ジョージア - 第5代大統領サロメ・ズラビシュヴィリは、ソーシャルメディアに投稿した声明の中でウクライナへの支持を表明した。またズラビシュヴィリはトランプ大統領を批判し、こう述べた： 「これはアメリカ・ファーストのデモンストレーションではない（中略）むしろアメリカはロシアの二の次になっているように見える。今こそ、強いヨーロッパとともに強いアメリカが必要なときだ。我々はついに後者の出現を目の当たりにしているようだ」。さらに、ジェラール・アロー（英語版）元仏外交官に対抗して、ズラビシュヴィリはブライアン・グレン米報道官がゼレンスキーの服装について「あざ笑うような」質問をしたことを非難し、ウクライナの指導者が毅然とした態度でEUの指導者の支持を得たことを称賛した[57]。
- ドイツ - ドイツの野党党首で、次期首相になることが期待されているフリードリヒ・メルツは、「良い時も試練の時もウクライナに共にあることを誓う」と述べた。また、「この恐ろしい戦争において、侵略者と被害者を決して混同してはならない」とも述べた[123]。極右政党ドイツのための選択肢のティノ・クルパラ共同党首は、和平を呼びかけたが、ゼレンスキーのことを「乞食のようだ」と評した[152]。
- モルディブ - モハメド・ナシード前大統領は声明で米国を批判した： 「ヨーロッパがアメリカをもはや信用できないと早く気づけば、自由な世界（英語版）にとってより良いことになる。ヨーロッパと英連邦諸国は、軍事的な共同同盟を結ぶことも視野に入れ、この機会に立ち上がるべきだ」[153]。
- モルドバ - イゴル・ドドン前大統領は「戦争を止めるチャンスを逃した」とし、「人的被害がさらに拡大し、莫大な経済的損失が発生する」と警告し、ウクライナに「交渉を再開する」よう求めた[154]。
- オランダ - ディラン・イェシルゲズ（英語版）やピーテル・オムツィヒト（英語版）など複数の政治家がゼレンスキーに敬意を示し、GroenLinks–PvdA（英語版）や民主66など複数の野党がトランプの行動を批判した。自由党党首のヘルト・ウィルダースは、この会談を 「面白い演出ではあるが、戦争を終わらせる最善の方法とは限らない、諸君」と評した[140]。
- イギリス - ボリス・ジョンソン元首相は、「冷静な判断」が勝つべきだと述べ、ゼレンスキーのリーダーシップを賞賛し、ウクライナとアメリカは「同じ側」にいると付け加えた[79]。野党保守党党首のケミ・ベーデノックは、日曜日に放送された番組（英語版）でゼレンスキーに同情を示したが、ゼレンスキーとトランプのやりとりが予想外の結果だったとは思わないと述べた[155]。アリシア・カーンズ（英語版）は「パフォーマンスであるとしても、いじめだ」と非難した[156][157]。リフォームUK党首のナイジェル・ファラージは、ウクライナが適切な安全保障を得る必要性を強調し、大統領執務室での口論を「遺憾」とし、「プーチンが勝者のように感じるだろう」と述べた[158]。スコットランド国民党の外交担当の報道官であるスティーブン・ゲシンズ（英語版）は、チャールズ3世からのトランプへのスコットランド訪問の招待状（前日の訪問でスターマー首相がトランプに渡した書簡）は、トランプがウクライナへの支持を明確に示さない限り、再考するべきだと述べた[159]。

### 国際機関および非政府組織
- アムネスティ・インターナショナル – 人権団体であるアムネスティ・インターナショナルは声明を発表し、「今日の大統領執務室での発言は、事実を何ら変えるものではない： ロシアの全面的なウクライナ侵攻は侵略行為であり、国連憲章に対する明白な違反である」とした。また、「ウクライナの持続可能な平和は、2014年以降に行われた国際法上のすべての犯罪に対する正義と説明責任を通じてのみ可能である」と付け加えた[93]。
- 欧州評議会 – アラン・ベルセ事務総長は、「ウクライナ人はストラスブールを頼りにしている」と述べ、ウクライナへの支持を表明した[160]。
- 欧州連合 – ウルズラ・フォン・デア・ライエン欧州委員会委員長、アントニオ・コスタ欧州理事会議長、ロベルタ・メツォラ欧州議会議長は共同声明を発表し、ゼレンスキーの「威厳と勇気」を称え、ウクライナの主権と領土保全に対する欧州連合の揺るぎないコミットメントを再確認した。また、ゼレンスキーについて「決して一人ではない。強く、勇敢に、恐れを知らないで」とした[161]。さらに、EUのカヤ・カッラス外務・安全保障政策上級代表は、トランプの言動を批判し、「自由世界は新しいリーダーを必要としている」と述べ、ロシアの侵攻が続く中、ウクライナを支援するという欧州の決意を強調した[69]。
- NATO – マルク・ルッテ事務総長は会談の結果を「非常に残念だ」としながらも、ゼレンスキーにトランプ大統領とその政権との「関係修復」を促した[162]。